# Фаркашрети
Фаркашре́ти (венг. Farkasréti temető) — одно из наиболее известных кладбищ Будапешта. Расположено в Буде.

## История
Открылось в 1894 году и известно впечатляющими видами, открывающимися с него на город. На кладбище похоронено много известных деятелей культуры и искусства, а также учёных и спортсменов. В 1950-е годы на кладбище были обустроены парковые зоны.
Самая старая могила, которая до сих пор находится на прежнем месте, принадлежит инженеру-механику Ференцу Катри Салезу, конструктору железной дороги в Будапеште и оригинального моста Марии Валерии в Эстергоме.

## Могилы известных людей
- Чонка, Янош (1852—1939) — венгерский инженер и изобретатель.
- Банки, Донат (1859—1922) — венгерский инженер и изобретатель.
- Беринкеи, Денеш (1871—1944) — венгерский юрист и политик.
- Барток, Бела (1881—1945) — венгерский композитор, пианист и музыковед-фольклорист.
- Кодай, Золтан (1882—1967) — венгерский композитор, музыкант и теоретик музыки, педагог.
- Кашшак, Лайош (1887—1967) — венгерский писатель и художник, один из ведущих пропагандистов авангарда в венгерском искусстве.
- Аба-Новак, Вильмош (1894—1941) — венгерский художник и график.
- Бернат, Аурель (1895—1982) — венгерский живописец и график, теоретик искусства. Педагог.
- Герё, Эрнё (1898—1980) — венгерский государственный, политический и партийный деятель.
- Давид, Карой (1903—1973) — венгерский архитектор.
- Фекете, Иштван (1900—1970) — венгерский детский писатель.
- Филд, Ноэль (1904—1970) — американский дипломат, марксист.
- Ференчик, Янош (1907—1984) — венгерский дирижёр.
- Гольдарбайтер, Лизл (1909—1997) — австрийская фотомодель.
- Каради, Каталин (1910—1990) — венгерская актриса театра и кино, певица.
- Геревич, Аладар (1910—1991) — венгерский фехтовальщик на саблях и рапирах, 7-кратный олимпийский чемпион и 14-кратный чемпион мира.
- Биро, Шандор (1911—1988) — венгерский футболист и футбольный трене.
- Кишш, Маньи (1911—1971) — венгерская актриса театра и кино.
- Давид, Дьюла (1913—1977) — венгерский скрипач-альтист и композитор, дирижёр.
- Гобби, Хильда (1913—1988) — венгерская актриса театра и кино. Лауреат премии имени Кошута.
- Беньямин, Ласло (1915–1986) – венгерский поэт. Дважды лауреат премии имени Кошута.
- Фабри, Золтан (1917—1994) — венгерский режиссёр театра и кино, сценарист, актёр.
- Габор, Миклош 1919—1998 — венгерский актёр театра и кино, лауреат премии Кошута.
- Деак, Ференц (1922—1998) — венгерский футболист, нападающий.
- Хегедюш, Андраш (1922—1999) — венгерский политический и партийный деятель, соратник Матьяша Ракоши.
- Колонич, Илона (1922—2002) — венгерский кинорежиссёр, режиссёр документального кино.
- Божик, Йожеф (1925—1978) — венгерский футболист, тренер.
- Яниковски, Ева (1926—2003) — венгерская писательница. Лауреат премии имени Кошута.
- Бенко, Пал (1928—2019) — американский шахматист; гроссмейстер. Шахматный композитор и теоретик.
- Бачо, Петер (1928—2009) — венгерский кинорежиссёр, сценарист, продюсер и педагог.
- Карпати, Дьёрдь (1935—2020) — венгерский ватерполист.
- Синнеи, Йожеф (1857–1943) – академик, лингвист.
- Чаки, Дезо (1857—1933) — венгерский историк, академик
- Черхати, Жужа (1948—2003) — венгерская певица.
- Колонич, Дьёрдь (1972—2008) — венгерский спортсмен, специалист в гребле на каноэ. Двукратный олимпийский чемпион, пятнадцатикратный чемпион мира.
- Пуки, Эндре (1871–1941) – венгерский дипломат.
- Магда Ольти (1912—1983) — венгерская актриса театра и кино.